# Estabilização triaxial

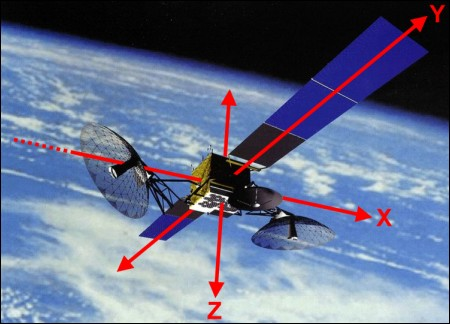
A estabilização triaxial aplicada a um satélite.

Estabilização triaxial envolve o uso de três giroscópios, um para cada um dos eixos de orientação tridimensional (Pitch ou arfagem, Roll ou rolagem, Yaw ou guinada).
Essa tecnologia pode ser aplicada em vários segmentos, para estabilizar o comportamento e/ou movimento de artefatos, tais como:
- Câmeras de foto ou vídeo[1]
- Aeronaves
- Espaçonaves

A mesma tecnologia pode ser empregada para guiar mísseis, mas no caso destes, envolve apenas dois giroscópios.